# 야마우치 히나타
야마우치 히나타(일본어: 山内 日向汰, 2001년 5월 30일 ~ )는 일본의 축구 선수로 포지션은 미드필더이며 현재 J1리그 가와사키 프론탈레 소속이다.

## 구단 경력
그는 2024년 J1리그의 가와사키 프론탈레에 입단했다. 2025년 7월 J2리그의 베갈타 센다이로 이적했다.